# Caia Aarup Greene
Caia Augusta Juliette Greene (auch: Caia Aarup; Caia Aarup Greene; * 27. August 1868 in Kopenhagen; † 3. Dezember 1928 in Kopenhagen; geborene Aarup) war eine dänische Pianistin und Komponistin. Bekannt für ihre Rolle in der Musikszene New Yorks im beginnenden 20. Jahrhundert, spielte sie dort und somit auch in den USA eine wichtige Rolle bei der Einführung der Anthroposophie. Ihre künstlerischen und kulturellen Beiträge spiegeln die kulturelle Dynamik ihrer Epoche wieder.

## Leben

### Frühes Leben und Ausbildung
Caia Aarups Eltern waren der Buchhändler Jens Jonas Peter Christian Vilhelm Aarup (30. Januar 1839–2. März 1910) und seine Frau Ulla Christence Elisabeth Aarup geb. Wildenrath (* 8. März 1845; † nach 27. August 1868). Ersten Unterricht erhielt Caia Aarup von ihrer Mutter, danach von Angelika Badszt. Sie studierte zwei Jahre in Paris und später bei Franz Neruda.

### Karriere und Wirken in New York
Nach ihrer Ausbildung reiste sie zunächst als Konzertpianistin durch Skandinavien. Danach ging sie nach New York. Am 4. Juni 1889 spielte sie beim 3. Konzert des Metropolitan Conservatory of Music in der Chickering Hall in New York das Scherzo Nr. 3 in cis - moll op. 39 von Frédéric Chopin. Mindestens ab 1890 war sie Mitglied des Lehrkörpers an The Metropolitan Conservatory of Music, das 1891 in Metropolitan College of Music umbenannt wurde. 1893 vergab das College ein nach Caia Aarup benanntes Stipendium, die Caia Aarup Pianoforte Scholarship. Mindestens seit 1893 war sie Leiterin Unterrichtsbereichs Klavier. In dieser Zeit komponierte und veröffentlichte sie diverse Lieder. 
Am 20. Mai 1898 heiratete sie Herbert Wilber Greene, Mitgründer, Eigentümer und Direktor des Metropolitan College of Music in New York. Sie war seine zweite Frau. Caia Aarup Greene leitete den Klavierunterricht an der Associate School of Music. An der Musical Guild Academy war sie gemeinsam mit ihrem Mann Prüferin bei Quartalsexamen. Mit ihm zusammen etablierte sie die Summer  School  of Music in  Brookfield Center (Connecticut). In New York konzertierte sie unter anderem als Liedbegleiterin. So begleitete sie z. B. am 15. Januar 1903 die Sopranistin May Stimson im Waldorf Astoria in New York City. Ab Oktober 1907 eröffnete sie eine Klavierschule in der Carnegie Hall.

### Engagement in der Anthroposophie
Im Winter 1910 schlossen sich Caia Aarup Greene und ihr Mann einer anthroposophischen Gruppe an, die später St.Mark Group genannt wurde. 1913 übernahm Caia die Leitung der St. Mark Group in New York. Sie spielte zusammen mit ihrem Mann eine große Rolle in der Verbreitung der Anthroposophie in New York. Unter anderem war sie dafür verantwortlich, dass die grundlegenden Werke Rudolf Steiners in die New York Public Library aufgenommen wurden.

### Späte Jahre und Vermächtnis
Nach dem Tod ihres Mannes 1925 besuchte sie einige Monate vor ihrem Tod noch einmal ihre Mutter Ulla in Kopenhagen, wo sie am 3. Dezember 1928 starb.
Die Pianistin und Komponistin Pauline Schaadt Kocher, die Musikpädagogin und Organistin Edna Downing Guevchenian und der Kirchenmusiker und Komponist Norman Landis zählten zu dieser Zeit zu ihren Schülern.

## Werke (Auswahl)
Caia Aarup Greene schrieb Lieder und Klaviermusik.
- At dawn [Bei Sonnenuntergang], Lied für Gesang und Klavier, Text: Arlo Bates, publiziert von Herbert William Greene in New York, 1892 OCLC 471539397 OCLC 873349096
- Before the dawn [Vor dem Sonnenuntergang], Lied für Gesang und Klavier, Text: Arlo Bates, Incipit: In the hush of the morn before the sun, publiziert von Herbert William Greene, New York, 1892 (Digitalisat beim IMSLP) OCLC 18195350
- In explanation [In Erklärung], Lied für Gesang und Klavier, Text: Walter Learned, Incipit: Her lips were so near, That what else could I do, Herbert William Greene, New York, 1892 (Digitalisat beim IMSLP) OCLC 471539393 OCLC 471539393 OCLC 873349090
- Life [Leben], Lied für Gesang und Klavier, Text: Whittier, publiziert von Herbert William Greene, New York, 1892 OCLC 873349058 OCLC 471539390
- Meditation für Klavier, Herbert William Greene, New York,  1893 OCLC 873349088 OCLC 471539388
- A Serenade. Text: S. Weir Mitchell, Incipt: Good night, veröffentlicht in Godey’s Magaine, August 1893, S. 226ff[24][25] (Digitalisat bei Hathi Trust Digital)
- Song to be Alone [Lied, um allein zu sein], Lied für Gesang und Klavier, Text: Constantine E. Brooks, Herbert William Greene, New York, 1893 OCLC 471539387 OCLC 873348850
- The Brook Song[26]
- The Summer Wind [Der Sommerwind];  Lied für Gesang und Klavier; Text: Walter Learned, Herbert William Greene, New York, 1892 OCLC 471539384